# Sádek (district de Příbram)
Pour les articles homonymes, voir Sádek.
Sádek (en allemand : Sadek) est une commune du district de Příbram, dans la région de Bohême-Centrale, en République tchèque. Sa population s'élevait à 221 habitants en 2020.

## Géographie
Sádek se trouve à 5 km au nord-ouest de Příbram et à 50 km au sud-ouest de Prague.
La commune est limitée par Jince au nord, par Bratkovice à l'est, par Lhota u Příbramě au sud-est et au sud, et par Drahlín à l'ouest.

## Histoire
La première mention écrite de la localité date de 1390. À la suite de la suppression de la zone militaire de Brdy en 2014, son territoire a été partagé entre les communes limitrophes. La commune de Sádek s'agrandit ainsi de 234,99 ha, formant une section cadastrale nommée Sádek v Brdech.

## Transports
Par la route, Sádek se trouve à 6,5 km de Příbram et à 66 km de Prague.